# Polittico della Cervara
Il Polittico della Cervara è un dipinto a olio su tavola in quattro scomparti (centrale 153x89 cm, laterali, 152,5x64 cm ciascuno, superiore 102x88 cm) di Gerard David, databile al 1506-1510 e conservato a Palazzo Bianco dei Musei di Strada Nuova a Genova.
Si tratta di una delle molte opere richieste da committenti genovesi a pittori fiamminghi, esportate in Genova, e disperse a partire dalle soppressioni dei conventi in epoca napoleonica e poi per tutto l'Ottocento dalle vendite private. Pertanto è opera interessante anche nell'insieme delle opere fiamminghe richieste da committenti genovesi nonché dei rapporti tra Genova e le Fiandre.

## Storia

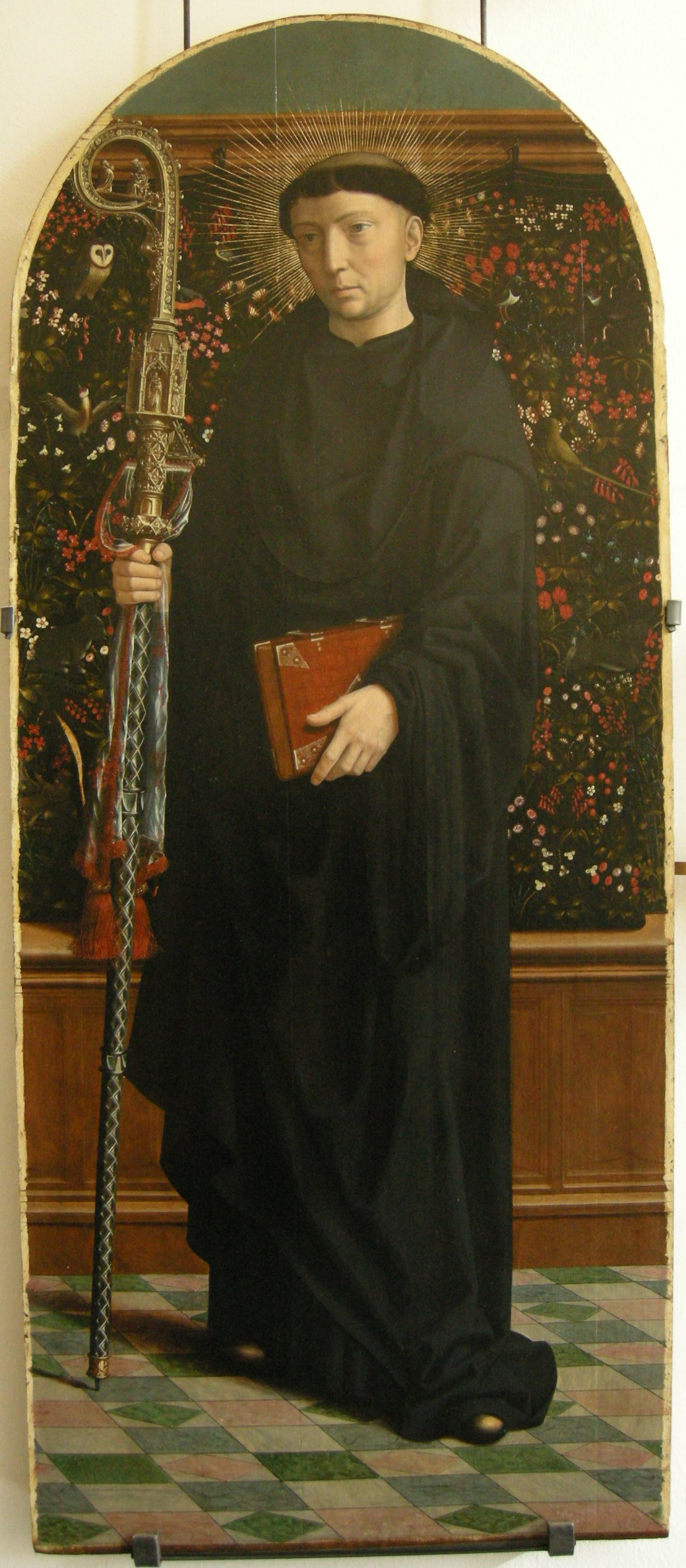
San Mauro

Il polittico era inizialmente costituito da sette scomparti poi smembrati, quattro dei quali custoditi alla Galleria di Palazzo Bianco di Genova.
L'opera - commissionata a David il 7 settembre del 1506 dal nobile genovese Vincenzo Sauli, la cui famiglia era nota non solo per censo ma anche per l'alto profilo culturale e religioso - era destinata all'altare maggiore della chiesa abbaziale di San Girolamo della Cervara (da cui il nome di Polittico della Cervara), a Santa Margherita Ligure. A definirne la data è una fonte seicentesca; che il committente fosse Vincenzo Sauli è indicato anche dall'iscrizione che correva un tempo in basso ai piedi della Madonna nella pala centrale.
Realizzato a Bruges (Belgio), dipinto su tavole di rovere fiamminga, il polittico fu installato sull'altare intorno alla fine dell'anno successivo alla commissione, nel 1507.
È considerato uno dei più grandiosi documenti della pittura fiamminga in Italia tra Quattrocento e Cinquecento.
Quando nel 1797, anno della soppressione del complesso ordinata dalla Repubblica Ligure, il monastero benedettino (che peraltro versava già in condizioni di degrado) venne requisito, il polittico fu smembrato e le sue parti trasferite altrove. Le tavole di esso passano dapprima a Palazzo Ducale, al tempo sede della prefettura, in maniera oscura e avventurosa, forse dopo essere state nascoste nell'intercapedine di un pavimento. Quattro tavole rimasero a Genova.
Quelle passate alla raccolta Civica del Comune di Genova (la pala centrale con la Vergine e il pannello superiore della Crocefissione) vennero ritrovate nel 1805 al Ducale. A circa vent'anni dal ritrovamento, nel 1830, il pittore Francesco Baratta ne curò il trasferimento al Palazzo Tursi quando questo divenne sede di quello che è ancora oggi l'attuale Municipio; qui il rimanente di questa pala rimase nell'ufficio del Sindaco. Da lì al vicino Palazzo Bianco, che dopo la donazione di esso al Municipio da parte della Duchessa di Galliera, ospita le raccolte Civiche, la strada fu breve.
Le altre tre parti del polittico presero strade diverse, per essere infine esposte al Metropolitan Museum di New York e al Museo del Louvre di Parigi. ll Padre Eterno era finito al Louvre per compravendita, in epoca napoleonica, poco dopo la soppressione del monastero e lo smembramento del polittico; nel suo stesso lotto di opere di chiese genovesi esportate in periodo napoleonico al museo parigino erano tra le altre la pala di Joos van Cleve già in Santa Maria della Pace e l'Annunciazione del Braccesco. Dopo diversi secoli il polittico è stato ricostituito nella sua integrità originale e messo in mostra nell'autunno 2005 alla Galleria di Palazzo Bianco che ha potuto recuperare - sia pure per un arco di tempo di soli tre mesi - le tre tavole che completano l'opera: le due riguardanti l'Angelo Annunciante e la Madonna Annunciata provenienti dal Metropolitan Museum nonché la terza, raffigurante Dio Padre benedicente, appartenente al Louvre.

## Descrizione

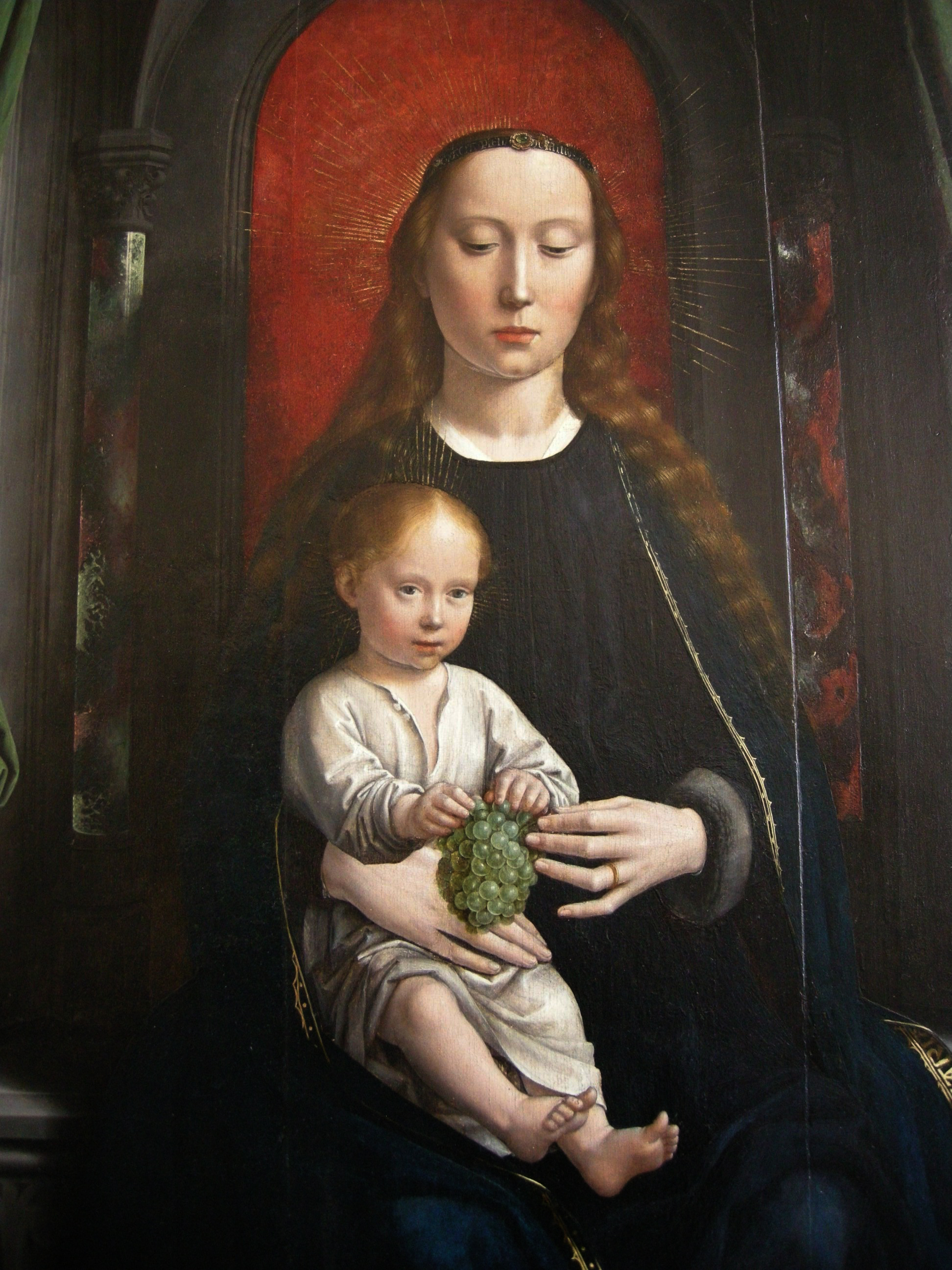
Madonna col Bambino

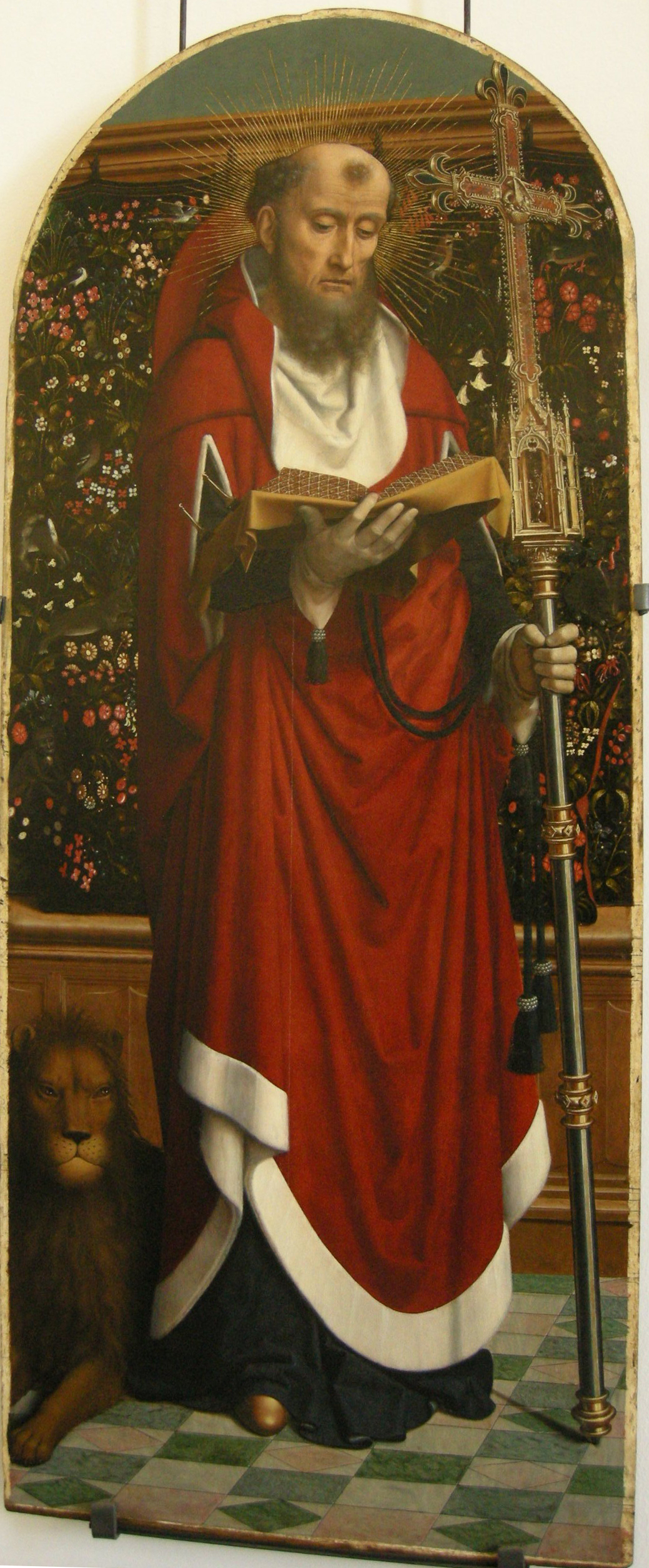
San Girolamo

La tavola di Palazzo Bianco, con la Madonna col Bambino in trono, detta dell'Uva per il grappolo che la Vergine e il Bambino tengono in mano, costituiva la parte centrale e principale del polittico. In seguito ai vari smembramenti essa venne mutilata delle parti superiore, che doveva essere ad arco, come le altre parti superstiti, e inferiore, con la prospettiva del pavimento.
A questa tavola centrale erano affiancate due tavole con santi, rispettivamente Gerolamo in veste cardinalizia con il leone in basso a sinistra, e san Mauro nell'abito nero dei benedettini monastici. Entrambi i santi sono riferimenti all'insediamento della Cervara: Gerolamo è il santo titolare e Mauro, l'iniziatore del monachesimo benedettino in Francia, il rappresentante dell'Ordine ivi insediato e ascritto alla Regola Benedettina.
In queste tre tavole del registro inferiore si imposta la struttura tripartita che si ripete nel registro superiore.
Sopra di queste erano al centro la scena della Crocefissione (il Crocifisso con ai piedi il cranio del primo uomo (Adamo) e la Madonna e san Giovanni ai piedi della croce). Questo pannello si differenzia dalle altre parti per il fatto che le sue figure si stagliano su uno sfondo essenziale ma non di un interno, bensì nel cielo di un paesaggio che si perde in lontananza. Per questo motivo alcune interpretazioni avevano considerato questa Crocefissione sia pur di David ma non parte del polittico della Cervara.
Ai lati della Crocefissione, nella ricomposizione finale del 2005, rispettivamente a sinistra, l'Angelo Annunciante e a destra la Madonna Annunciata (del Metropolitan Museum), le cui figure sono collocate in un interno di stanza restituito minuziosamente nei particolari e uniformato mediante la prospettiva centrale agli altri riquadri, evidenziata soprattutto dal procedere dei disegni a ottagono riportato dalle piastrelle quadrate pavimentali. I particolari resi con la minuziosità fiamminga, hanno il doppio significato di natura morta e di allusione simbolica (il giglio rappresenta la Purezza, etc.).
Nella parte terminale, sul registro ancora superiore, era il Padre Eterno (del Louvre), che appare in uno scorcio di nuvole tra due angeli. La sua figura corrisponde alla commistione ricorrente nella pittura fiamminga, di Cristo e Padre Eterno. 
L'incorniciatura del polittico era definita, a segno degli aggiornamenti rinascimentali, a lunette a tutto sesto. Resta qualche incertezza per le parti mancanti e non più reperite che dovevano fiancheggiare l'ultimo registro, con il Padre Eterno. Tale disegno nella struttura di cornici influenza la tipologia locale, impostando una maniera in auge sino a metà secolo, cui si attenne ad esempio anche Perin Del Vaga nel polittico di Sant'Erasmo (Genova Quinto)

## Stile
Come stile il polittico appartiene alla fase matura di Gerard David. Qui il pittore abbandona la composizione complessa e affollata di figure.
Le figure le si possono ricondurre tra le opere di David al Matrimonio Mistico di santa Caterina, (1505-1510) oggi alla National Gallery di Londra, cui peraltro si avvicina per il medesimo disegno delle piastrelle del pavimento delle tavole dell'Annunciazione e per la figura della Vergine.
Ma caratteristica principale di questa opera e peraltro insolita in un autore fiammingo è la monumentalità che rinvia alla lezione italiana. Forse David era mosso qui dall'influenza dei maestri del '400 italiano, in base alla quale rinuncia alla moltitudine di figure che affolla usualmente le scene sacre dell'arte fiamminga. Tale affollamento era in genere sempre presente nelle altre opere dello stesso autore, che solo nella sua tarda fase, posteriore al polittico della Cervara, ritrova talora tale essenzialità.
Per arrivare a questa riduzione David ricorre a un altro genere fiammingo, quello della pittura d'interno, dalla quale si allontana solo la parte della Crocefissione. Questa collocazione all'interno rimanda essa pure a una maggior compostezza e raccoglimento, contenendo la tradizionale esuberanza di particolari fiamminga. Da qui la lettura in chiave italianizzante di queste tavole.
Da questo contesto di luci contenute pare invece esulare la coloristicamente più accesa lunetta con il Padre Eterno.
Secondo il punto di vista della critica è singolare come, mentre le tavole custodite a Genova siano sempre state lette in chiave italianizzante, non così sia stato per quelle conservate nei musei esteri, all'interno di un'opera che presenta evidente la novità dell'impaginazione prospettica complessiva e un effetto di monumentale solennità e sacralità concentrata, con un nuovo senso della spazialità che si discosta nettamente dal concetto ambientale fiammingo tradizionale, e sembra avvicinarsi maggiormente a esempi tipicamente italiani.